# 우타이테
우타이테(utaite, 歌い手)는 일본의 서브컬쳐 계에서 종종 사용되는 인터넷 신조어로, 2000년대 후반부터 니코니코 동화 등에 「노래해 보았다」(歌ってみた)는 제목으로 동영상을 투고하는 사람들을 가리키는 표현이다. 넓게는 일본의 서브컬쳐 음악을 커버해서 부르는 사람들까지 사용된다. 따라서 평범하게 일반 대중음악 시장에 데뷔한 가수는 우타이테라고 칭하지 않으나, 2020년대 들어 Ado (가수)등 우타이테 출신 가수들이 대중음악 시장에 데뷔하는 경우가 많아지면서 그 경계가 점차 허물어지고 있다.
우타이테들은 주로 일본 대중음악, 보컬로이드 음악, 자작곡 등을 직접 불러서 니코니코 동화, 유튜브, 틱톡이나 트위터 등 SNS, 블로그 등에 투고한다.
유래는 일본어로 가수를 의미하는 카슈(Kashu, 歌手)이다.

## 같이 보기
- 마후마후
- 라온
- 레오루
- 구루타밍
- 우라시마사카타센
- 스트로베리 프린스
- Ado (가수)